# François van der Delft
François van der Delft, of Francis van der Delft, was keizerlijk ambassadeur aan het hof van Hendrik VIII van Engeland van 1545 tot 1551, waarna hij werd opgevolgd door Jehan de Scheyfye. Hij kwam naar Engeland in 1545 om keizer Karel V van het Heilige Roomse Rijk te vertegenwoordigen. In de zomer van 1545 werd hij, na het vertrek van zijn voorganger Chapuys, officieel voorgesteld aan Hendrik aan boord van de Henry Grace à Dieu vlak voor de Slag in de Solent.